# Cascades de la rivière Trois Bras
Les cascades de la rivière Trois Bras sont un ensemble de trois chutes d'eau formées par le cours d'eau du même nom, situé sur le massif volcanique de la Montagne Pelée en Martinique. 
Les cascades plongent dans le cirque de la rivière Trois Bras sur une hauteur de 100m.
Les chutes d'eau sont accessibles depuis le sentier de randonnée Le Prêcheur-Grand'Rivière.